# Pierre Andrieu (critique gastronomique)
Pour les articles homonymes, voir Pierre Andrieu et Andrieu.
Ne doit pas être confondu avec Pierre Andrieu (œnologue).
 (avril 2013).
Pierre Andrieu, né le 11 janvier 1893 au Havre (Seine-Inférieure) et mort le 27 janvier 1973 dans le 16eme arrondissement de Paris, est un critique gastronomique français du XXe siècle. Collaborateur de Curnonsky, il est l'auteur de nombreux ouvrages dans le domaine de la gastronomie et du vin.

## Publications
- Sachons boire, Paris, Les Presses de France, 1936, 302 p. (ISBN 2402223200 et 9782402223201, présentation en ligne, lire en ligne). L'ouvrage contient un intéressant chapitre sur les bons endroits pour bien boire à Paris, les bonnes tables…
- À l'écoute devant Verdun. Récit du Capitaine H. Morin recueilli par Pierre Andrieu. Denoël. 1938.
- Les Vins de France. Comment les choisir, les servir, les déguster et les utiliser en cuisine. Flammarion. 1939.
- Les Vins de France et d'ailleurs. Flammarion, 1939. Comment les choisir, les servir, les déguster et les utiliser en cuisine.
- Souvenirs des frères Isola. Cinquante ans de vie parisienne. Flammarion, 1943.
- Secrets de Vedettes : Le film des souvenirs de Charles de Rochefort. Société parisienne d'édition. 1943.
- Chronologie anecdotique du vignoble français d'après les documents recueillis par Pierre Andrieu et Roger Vaultier. Illustrations d'André Galland. Paris, Maurice Ponsot, 1944. C'est l'histoire des vignes françaises des origines a nos jours avec de nombreuses anecdotes.
- Alcool flamme de l'esprit. Illustrations de Van Rompaey. Collection La soif humaine. Paris, Maurice Ponsot, 1945. Cette histoire de l'alcool français à travers les âges traite agréablement de son rôle vivifiant et de son influence sur l'esprit français. (Extrait du prospectus).
Sommaire : Genèse de l'eau-de-vie. - Au temps des apothicaires. - L'alcool devient gastronomique. - Création des marques. - Eaux-de-vie et liqueurs des provinces de France. -Le rhum, alcool d'Outre-mer.
- Petite histoire de la cristallerie et de l'orfèvrerie bachiques. Coll. Artillerie Bachique. Paris, Maurice Ponsot, 1945.
- Le Livre d'or du bourgogne, Paris, P.A. André (Imp. Rôtisserie de la Reine Pédauque), 1949 (lire en ligne). Anthologie illustrée par Joë Hamman qui célèbre le vin de Bourgogne en vers et en prose : de Columelle, Eumène et Grégoire de Tours jusqu'à Raoul Ponchon et Des Ombiaux, plusieurs centaines de poèmes, maximes, aphorismes…
- Les Sociétés bachiques à travers les âges. Montpellier, la Journée vinicole, 1950.
- Petite histoire de Bordeaux et de son vignoble. Montpellier, La Journée vinicole, 1952.
- Petite histoire de la Bourgogne et de son vignoble. Montpellier, La Journée vinicole, 1955.
- (en) Fine bouche—history of the restaurant in France. Cassell & Co, 1956.
- Histoire anecdotique des Hôtels de France. Paris: Editions Mondiales, 1956.
- La Cuisine moderne. (avec la coll. d'Alfred Guérot). Aristide Quillet, 1956.
- Notre ami le vin - comment le choisir, le servir, le déguster et l’utiliser en cuisine, Paris, Albin Michel, 1961 (lire en ligne). Ce guide est avant tout rédigé pour servir de guide aimable, simple et précis, à tout maître ou maîtresse de maison. Un peu d’histoire, beaucoup d’anecdotes, une agréable promenade dans les vignobles, mais surtout l’accord des vins et des plats, le vin dans la cuisine, le vin en cave, son moment de dégustation, sa température.
- L'Art de la Table, Albin Michel, 1961, 260 p. (ISBN 2402280166 et 9782402280167, présentation en ligne, lire en ligne).
- Petite histoire du champagne et de sa province. Montpellier, La Journée vinicole, 1965.
- Guide des vins et des alcools de France, Albin Michel, 1966 (lire en ligne).